# Zaporoska Elektrownia Jądrowa
Zaporoska Elektrownia Jądrowa (ukr. Запорізька атомна електростанція) – elektrownia jądrowa na Ukrainie, w Enerhodarze, nad Zbiornikiem Kachowskim, wybudowana w latach 1981–1989; największa elektrownia jądrowa w Europie. Dysponuje sześcioma reaktorami typu WWER–1000/320 o mocy 950 MWe każdy. W 2020 roku pokrywała 20% ukraińskiego zapotrzebowania na energię elektryczną, co stanowiło 47% energii dostarczonej przez ukraińskie elektrownie jądrowe. Właścicielem i operatorem elektrowni jest ukraińskie przedsiębiorstwo państwowe Energoatom. 
Elektrownia obejmuje teren o powierzchni 104,7 hektarów. Na jej terenie znajduje się suche składowisko zużytego paliwa jądrowego.
Ze względu na zagrożenie wojenne od 2022 r. reaktory są wyłączone.

## Historia
Budowa elektrowni rozpoczęła się w 1981 roku. Pięć pierwszych reaktorów uruchomiano rok po roku w latach 1984–1989, ostatni blok w roku 1995. Za projekt odpowiadał Atomenergoprojekt. Reaktory zbudowały Izhorskie Zawody, na zlecenie Ministerstwa Budowy Maszyn Ciężkich (dzisiejszy Atomstroyexport). Turbiny parowe dostarczył Charkowski Turbinny Zawod, dzisiejszy Turboatom
W 2004 roku na terenie elektrowni powstało suche składowisko paliwa jądrowego. W 2007 elektrownię wyposażono w system automatycznej kontroli radiacyjnej, zainstalowany przez amerykańsko-ukraińskie joint venture Westron.
28 listopada 2014 roku doszło do usterki instalacji elektrycznej w hali turbin III bloku, wskutek której nastąpiło wyłączenie bloku elektrowni. 5 grudnia 2014 roku, po usunięciu usterki, wznowiono normalną pracę bloku. W Międzynarodowej Skali Zdarzeń Jądrowych i Radiologicznych zdarzenie zostało sklasyfikowane na poziomie 0 – „bez znaczenia dla bezpieczeństwa”. O awarii poinformował publicznie 3 grudnia roku 2014 premier Ukrainy – Arsenij Jaceniuk.
W latach 2016–2021 reaktory elektrowni, które przekroczyły 30 lat eksploatacji, przeszły testy uzyskując pozwolenie na kolejnych 10 lat pracy.
We wrześniu 2017 Energoatom podpisał umowę z Westinghouse na dostawę i montaż nowych instrumentów pomiarowych.
W listopadzie 2020 ukończono budowę czwartej linii wysokiego napięcia (750kV) łączącą elektrownię z podstacją Kachówka, będącej ważnym punktem sychronizacji ukraińskiej sieci elektroenergetycznej z siecią europejską.
Od 2021 rozważano rozbudowę elektrowni o reaktory AP1000 firmy Westinghouse.

### Rosyjska inwazja
27 lutego wojska rosyjskie wkroczyły do Enerhodaru, nie zajmując jeszcze terenu elektrowni. 1 marca doszło do starć pomiędzy ukraińską Gwardią Narodową wspieraną przez oddziały Sił Zbrojnych z oddziałami rosyjskimi. 1 i 2 marca mieszkańcy Enerhodaru zorganizowali protesty by zatrzymać przejazd kolumny wojsk rosyjskich.
Tego dnia na jakiś czas stracono łączność z automatycznymi stacjami nadzoru radiologicznego w Zaporoskiej i Południowoukraińskiej elektrowni jądrowej, ale SNRIU (ukraiński Państwowy Inspektorat Nadzoru Jądrowego) poinfromował, że było to spowodowane usterką techniczną niezwiązaną z obecnością wojsk rosyjskich.
3 marca do miasta wjechał rosyjski konwój składający się z około 100 jednostek ciężkiego sprzętu. Rosyjskie wojska podjęły próbę zajęcia elektrowni jądrowej. W nocy z 3 na 4 marca 2022 r. wojska rosyjskie ostrzelały elektrownie jądrowe. W budynku szkoleniowym EJ wybuchł pożar. Pożar został ugaszony, ale ranne zostały 2 osoby. Personal ukraiński przekazał, że nie zostały uszkodzone żadne instalacje kluczowe. Nie zanotowano też wzrostu promieniowania. W odpowiedzi na działania zbrojne na terenie elektrowni IAEA uruchomiła centrum zarządzania kryzysowego.
Zajęcie elektrowni strona ukraińska potwierdziła w nocy z 3 na 4 marca. W tym czasie blok nr 1 był wyłączony z uwagi na planowy przegląd. Bloki nr 2 i 3 został wyłączone w sposób kontrolowany. Blok nr 4 pracował na 60% mocy nominalnej a blok nr 5 i 6 pracowały w trybie rezerwy.
4 marca teren Zaporoskiej Elektrowni Jądrowej zajęli Rosjanie. Zebrali kierownictwo elektrowni atomowej i oświadczyli, że elektrownia jest teraz własnością Rosatomu.
Po zdobyciu elektrowni niewybuchy zostały zdetonowane przez Rosjan bezpośrednio na jej terenie. Rozkaz strzelania do elektrowni atomowej i wysadzenia amunicji wydał generał dywizji Rosgwardii Aleksandr Dombrowski.
Oficjalnie o zajęciu terenu elektrowni Rosja powiadomiła IAEA już 1 marca. W zawiadomieniu wystosowanym przez Stałą Misję Federacji Rosyjskiej przy Organizacjach Międzynarodowych w Wiedniu podano, że siły zbrojne przejęły kontrolę nad terenem ukraińskiej elektrowni. W piśmie zaznaczono, że personel pracuje normalnie a poziomy promieniowania pozostają w normie.
Międzynarodowa Agencja Energii Atomowej starała się monitorować sytuację w elektrowni od początku pełnoskalowej inwazji. Na dzień 24 lutego 2022 strona ukraińska informowała, że stan elektrowni pozostaje bezpieczny. Agencja przypomniała, że „każdy zbrojny atak na i groźby wobec pokojowym instalacjom jądrowym stanowią naruszenie Karty Narodów Zjednoczonych, prawa międzynarodowego, i statutu Agencji”.

## Reaktory
Wszystkie bloki wykorzystywała lekkowodne reaktory wodno-ciśnieniowe WWEE-1000 w wersji W-320. Bloki elektryczne wykorzystywały turbiny K-1000-60/1500-2 z generatorami TWW-1000-4. 
Do symulacji pracy reaktorów wykorzystywano oprogramowanie BEACON firmy Westinghouse.
Elektrownia była włączona w sieci elektroenergetyczną czterema liniami 750 kV i jedną 330 kV.
Paliwo jądrowe do 4 reaktorów dostarczał amerykański Westinghouse, a do dwóch rosyjski TVEL.
Podstawowe daty i szczegóły poszczególnych bloków jądrowych.
| Nazwa bloku | Model reaktora  | Producent        | Rozpoczęcie budowy | Pierwszy stan krytyczny | Włącz. do sieci      | Rozp. pracy komercyjnej | Moc elektr. netto (MW) | Moc elektr. brutto (MW) | Moc termiczna (MW) |
| ----------- | --------------- | ---------------- | ------------------ | ----------------------- | -------------------- | ----------------------- | ---------------------- | ----------------------- | ------------------ |
| Zaporoże-1  | WWER-1000 W-320 | Izhorskie Zawody | 1 kwietnia 1980    | 7 grudnia 1984          | 10 grudnia 1984      | 25 grudnia 1985         | 950                    | 1000                    | 3000               |
| Zaporoże-2  | WWER-1000 W-320 | Izhorskie Zawody | 1 stycznia 1981    | 28 czerwca 1985         | 22 lipca 1985        | 15 lutego 1986          | 950                    | 1000                    | 3000               |
| Zaporoże-3  | WWER-1000 W-320 | Izhorskie Zawody | 1 kwietnia 1982    | 4 grudnia 1986          | 10 grudnia 1986      | 5 marca 1987            | 950                    | 1000                    | 3000               |
| Zaporoże-4  | WWER-1000 W-320 | Izhorskie Zawody | 1 kwietnia 1983    | 15 grudnia 1987         | 18 grudnia 1987      | 14 kwietnia 1988        | 950                    | 1000                    | 3000               |
| Zaporoże-5  | WWER-1000 W-320 | Izhorskie Zawody | 1 listopada 1985   | 20 lipca 1989           | 14 sierpnia 1989     | 27 października 1989    | 950                    | 1000                    | 3000               |
| Zaporoże-6  | WWER-1000 W-320 | Izhorskie Zawody | 1 czerwca 1986     | 6 października 1995     | 19 października 1995 | 17 września 1996        | 950                    | 1000                    | 3000               |

## Składowisko zużytego paliwa
Zaporoska elektrownia jest jedyną ukraińską elektrownią z własnym suchym składowiskiem zużytego paliwa jądrowego. Trafia tam paliwo leżakowane ok. 5 lat w basenowych mokrych zbiornikach we wnętrzach bloków jądrowych.
Ukraiński Państwowy Inspektorat Nadzoru Jądrowego wydał licencję na składowisko w lipcu 2001. Do użytku oddano je w 2004. Zbudowane zostało przez konsorcjum amerykańsko-ukraińskie w składzie: Charkowski Instytut „Energoprojekt”, 'Duke Engineering & Services oraz Sierra Nuclear Corporation. Mieści ono 380 pojemników magazynowych na 9000 zestawów paliwowych.